# Les Élixirs du Diable
Les Élixirs du Diable (titre original : Die Elixiere des Teufels. Nachgelassene Papiere des Bruders Medardus, eines Capuziners) est un roman de l'écrivain allemand Ernst Theodor Amadeus Hoffmann, paru en deux volumes à Berlin en 1815 et 1816. 

## Le témoignage de Sigmund Freud
Dans sa très célèbre étude L'inquiétante étrangeté (1919), Freud fait référence de façon très détaillée à un conte d'Hoffmann L'Homme au sable (Der Sandmann, des Contes nocturnes) et de façon plus succincte à son roman Les Élixirs du Diable :
« E.T.A. Hoffmann est le maître inégalé de l'“Unheimliche” ou inquiétante étrangeté en littérature. Son roman, les Élixirs du Diable, présente tout un faisceau de thèmes auxquels on pourrait attribuer l'effet étrangement inquiétant de l'histoire. [...] Il faut choisir (les) thèmes qui produisent un effet d'inquiétante étrangeté [...] afin de rechercher si, à ceux-ci [...], peut se retrouver une source infantile. Nous avons alors tout ce qui se rattache au thème du “double” dans toutes ses nuances, tous ses développements. [...] Ainsi redoublement du moi, scission du moi, substitution du moi, — enfin, constant retour du semblable, répétition des mêmes traits, caractères, destinées, actes criminels, voire des mêmes noms dans plusieurs générations successives. »
L'Élixir de longue vie d'Honoré de Balzac est un conte fantastique dans le goût de Hoffmann.

## Traductions françaises
- L'Élixir du Diable, Histoire tirée des papiers du Frère Médard, capucin, pubiée par C. Spindler [nom substitué à celui de Hoffmann] et traduite de l'allemand par Jean Cohen, Paris, Mame et Delaunay-Vallée, Libraires, 1829. (Manque la préface ; plusieurs passages omis, en particulier quelques réflexions artistiques et surtout les délires fantastiques d'Hoffmann. Dans l'ensemble, bonne tenue littéraire mais contient de regrettables coupures, surtout vers la fin du livre; le texte traduit est un peu plus verbeux que l'original.)
- L'Élixir du Diable, illustré par Foulquier, traduction par Émile de La Bédollière, 1861. Traduction plus fidèle dans sa forme que la précédente, mais imparfaite et souvent d'une moins bonne tenue littéraire. De courtes coupures apparaissent régulièrement.
- Les Élixirs du Diable, de Ernst Theodor Amadeus Hoffmann, trad. de l'allemand par Alzir Hella et Olivier Bournac, avec une introduction par les traducteurs, Éditions Stock, 1926. Rééditions, La Bibliothèque cosmopolite, Stock, 1987, 1996. (Traduction du vingtième siècle : pas de coupures, plus grande fidélité à la forme et au fond, mais dans une langue figée qui ôte au texte de sa vivacité littéraire.)
- Les Élixirs du Diable, Papiers laissés après sa mort par le frère Médard Capucin, traduction de Madeleine Laval, préface de Jacques Haumont, Éditions Pierre Belfond, Paris, 1968. Réédition, Phébus.
- Les Élixirs du Diable, traduction de Jean-Jacques Pollet, Les Belles Lettres, Paris, 2013.